# Kenn Borek Air
Kenn Borek Air es una aerolínea con sede en Calgary, Alberta, Canadá. Opera servicios regionales de pasajeros y carga, operaciones de contrato en el Ártico y la Antártica y arrendamiento de aeronaves. Su sede principal está en el Aeropuerto Internacional de Calgary.Alquila aviones para expediciones científicas, exploración petrolera, etc., y opera servicios de HEMS.

## Historia
La aerolínea fue establecida en 1966 como Vic Turner Ltdla cual operó un único De Havilland Canada DHC-6 Twin Otter proporcionando apoyo aéreo para actividades de exploración petrolera en el Ártico canadiense. Renombrándose Kenn Borek Air después de ser comprada por Borek Construction en 1971, la compañía adquirió a Aklavik Flying Services, la cual fue fundada en abril de 1947 por Michael Zubko operando un único Aeronca 7 Champion en ese tiempo.En 1975 Kenn Borek adquirió a Kenting Atlas Aviation. Kenting Atlas Aviation había sido formada en 1972 con la compra de Weldy Phipps's Atlas Aviation (establecida en 1962) por Kenting Aviation.Esta era la segunda iteración del nombre Atlas Aviation, la primera siendo del cambio de nombre de McGuire Flying School en el Aeropuerto de Uplands, Ottawa, Ontario formado en 1946 por Hugh McGuire.
La compañía ha estado operando en la Antártida desde 1985.
El 26 de abril de 2001, Kenn Borek Air usó un avión DHC-6 Twin Otter para rescatar al Dr. Ronald Shemenski de la Base Amundsen-Scott.Este era el primer rescate del Polo Sur durante el invierno del sur.